# اندزق
اندزق(پیرعلی) روستایی است که در استان اردبیل، شهرستان مشگین‌شهر، بخش مرکزی، دهستان مشگین غربی قرار دارد.

## جمعیت
بر اساس سرشماری سال ۱۳۸۵ جمعیت این روستا ۶۴۲ نفر با ۱۳۱ خانوار بوده‌است.